# Турецкий куруш
Куруш (тур. kuruş, ранее guruş, через множественные заимствования образовано от лат. grossus, этимологически родственно рус. грош) — в современной Турции, после денежной реформы 2005 года, куруш это 1/100 турецкой лиры. Первоначально, куруш — название серебряных европейских монет в Османской Турции, например лёвендальдера — асади-куруш, рейхсталера — риял-куруш (подроб. см. талер). Позднее — собственная монета (1 куруш = 40 пара), чей вес менялся очень значительно (от 26 до 1.2 грамм).
Османский (турецкий) пиастр — название денежной единицы Османской империи куруш, принятое в Европе. Иногда просто пиастр (piastre), если его турецкое происхождение ясно из контекста.

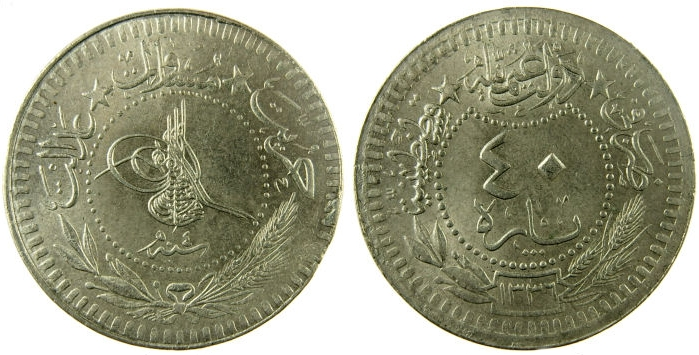
Турецкая монета 40 пара (1 куруш) 1336 от Хиджры (прибл. 1920 год)

## Куруш в Османской империи
Первый турецкий куруш был отчеканен в 1687 году, при султане Сулеймане II, для замены европейских монет, находившихся в обращении. Первоначально это была полновесная денежная единица, однако впоследствии содержание драгоценных металлов в ней постоянно снижалось, а курс стал плавающим, что в условиях господства золотого стандарта являлось признаком недоверия:
- первый турецкий пиастр, отчеканенный в 1687 году, имел вес 19,24 грамма, диаметр 40 мм, и равнялся 40 пара[1].
- к 1719 году его вес увеличился до 26 граммов[1]
- к 1810 году снизился до 4,65 грамма (при 486-й пробе и диаметре 28 мм)[1]
- к 1900 году — всего 1,202 грамма[2]
- после реформы 1916 года, чистый вес золота в золотом пиастре был установлен в 0,066147 грамма (имелись монеты в 100 пиастров), при этом серебряная монета в 20 пиастров весила 19,965 грамма и имела 830-ю пробу[1].

### ЭСБЕ о турецком пиастре
ЭСБЕ рассказывает о турецком пиастре следующее (по состоянию на конец XIX века):

Пиастр турецкий или Гуруш — турецкая монета, введенная султаном Сулейманом II в 1687 г., чтобы заменить обращавшиеся тогда в Турции австрийские талеры. Первоначально П. турецкие весили 19,00 г и делались из высокопробного серебра. В Константинополе они ценились на европейские деньги по курсу, который постоянно менялся. Последующие султаны чеканили П., постоянно ухудшая пробу и уменьшая вес; при султане Махмуде II стоили уже только 1/4 франка. Теперь турецкий П., принятый монетной единицей, весит 1,202 грамма, то есть равняется почти 1/4 франка. Выбиваются монеты в 20 (меджидие), 10, 5, 2, 1, 1/2 турецк. П. — из серебра и в 500, 250, 100, 50 и 25 П. — из золота. Турецкий П. подразделяется на 40 пар; чеканятся из меди номиналы в 40, 20, 10, 5 и 1 пар.
А. М—в.

Пиастр турецкий // Энциклопедический словарь Брокгауза и Ефрона : в 86 т. (82 т. и 4 доп.). — СПб., 1890—1907.
После денежной реформы и вплоть до прекращения существования Османской империи были в ходу следующие монеты:
Никелевые пара:
- 5 пара (вес 1,75 г)
- 10 пара (вес 2,65 г)
- 20 пара (вес 4 г)
- 40 пара (вес 6 г)

Серебряные пиастры:
- 2 пиастра (вес 2,405 г)
- 5 пиастров (вес 6,14 г)
- 10 пиастров (вес 12,27 г)
- 20 пиастров (вес 24,13 г)

Золотые пиастры:
- 25 пиастров (вес 1,80414 г)
- 50 пиастров (вес 3,60828 г)
- 100 пиастров (вес 7,21657 г)
- 250 пиастров (вес 18,04142 г)
- 500 пиастров (вес 36,08285 г)[3]

## Куруш в современной Турции (2005—2008)

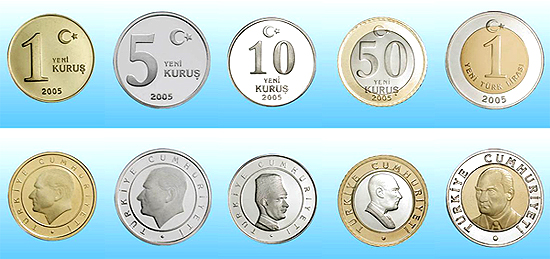
Турецкие монеты 2005—2009 годов

После денежной реформы 2005 года, куруш — мелкая разменная монета, идеологически соответствующая центу, евроценту или копейке. Выпускаются монеты номинала 1, 5, 10, 25 и 50 новых курушей и 1 новая лира. Монета в 1 новый куруш отчеканена из латуни, монеты номиналом 5, 10 и 25 курушей — из медно-никелевого сплава, 50 новых курушей и 1 новая лира отчеканены биметаллическими. На всех монетах изображены различные портреты Мустафы Кемаля Ататюрка.
С 1 января 2009 года валюта Турции снова носит название «турецкая лира». Выпущена новая серия монет и банкнот, не содержащих слова «новый» (yeni) в номиналах.

## Интересные факты
В 1808—1809 годах Россия отчеканила поддельные турецкие серебряные куруши.